# Critérium National de la Route 1976
Il Critérium National de la Route 1976, quarantacinquesima edizione della corsa, si svolse il 21 marzo su un percorso di 217 km, con partenza e arrivo a Saint-Éloy-les-Mines. Fu vinto dal francese Patrick Beon della Peugeot-Esso-Michelin davanti ai suoi connazionali Yves Hézard e Raymond Martin.

## Ordine d'arrivo (Top 10)
| Pos. | Corridore                | Squadra                  | Tempo    |
| ---- | ------------------------ | ------------------------ | -------- |
| 1    | Patrick Beon             | Peugeot-Esso-Michelin    | 6h09'18" |
| 2    | Yves Hézard              | Gan-Mercier-Hutchinson   | a 42"    |
| 3    | Raymond Martin           | Gitane-Campagnolo        | s.t.     |
| 4    | André Chalmel            | Gitane-Campagnolo        | a 2'08"  |
| 5    | Bernard Vallet           | Gan-Mercier-Hutchinson   | s.t.     |
| 6    | Guy Maingon              | Jobo-Wolber-La France    | s.t.     |
| 7    | André Corbeau            | Jobo-Wolber-La France    | a 2'44"  |
| 8    | Raymond Delisle          | Peugeot-Esso-Michelin    | a 3'55"  |
| 9    | Patrick Mauvilly         | Miko-De Gribaldy-Superia | a 4'51"  |
| 10   | Jean-Pierre Danguillaume | Peugeot-Esso-Michelin    | s.t.     |